# Magatzem Llopart
El Magatzem Llopart és una obra del municipi de Sitges (Garraf) inclosa en l'Inventari del Patrimoni Arquitectònic de Catalunya.

## Descripció
Edifici entre mitgeres molt modificat a la part esquerra. Originalment presentava una estructura simètrica amb tres cossos: un central, de planta baixa, pis i coberta a dues vessants, i dos, i dos laterals, en haver-ne alterat totalment l'estructura de la planta baixa i terrat amb barana de balustres. Actualment s'ha perdut la simetria als cossos laterals, en haver-ne alterat totalment l'estructura de la banda esquerra: la finestra rectangular de la planta baixa ha estat substituïda per una gran porta i l'espai del terrat s'ha elevat un pis. Al cos central hi ha, a la planta baixa, porta allindanada central d'accés i una finestra rectangular a banda i banda; el primer pis té tres finestres envoltades per motllures senzilles acabades en una petita cornisa a doble vessant damunt la finestra central i en dos petits frontons formats per maons esglaonats damunt les laterals.

## Història
El propietari del terreny, Rafael Llopart Ferret, va demanar permís a l'Ajuntament per construir un celler- bodega el 26-4-1893. El projecte va ser realitzat pel mestre d'obres Jaume Sunyer, amb plànols signats el febrer de l'any 1893.
Durant els anys vint aquest edifici va ser reformat i en l'actualitat presenta moltes modificacions, efectuades al llarg dels anys.